# SGLT2
Il cotransporter 2 di sodio / glucosio (SGLUT2 o SGLT2) è una proteina codificata dal gene SLC5A2, famiglia di trasportatori di soluti ossia nello specifico co-trasportatori di sodio / glucosio).

## Funzione
SGLT2 appartiene alla famiglia dei trasportatori di glucosio e sodio, proteine di trasporto del glucosio dipendenti dal sodio. SGLT2 è il principale trasportatore coinvolto nel riassorbimento del glucosio nel rene.

## Inibitori delle SGLT2 per diabete
Gli inibitori delle SGLT2 sono chiamati gliflozine e comportano una significativa riduzione dei livelli di glucosio nel sangue ed hanno un potenziale utilizzo nel trattamento del diabete di tipo 2. Le gliflozine migliorano il controllo glicemico così come riducono il peso corporeo e la pressione sanguigna sistolica e diastolica. Le gliflozine attualmente in commercio come canagliflozin, dapagliflozin ed empagliflozin possono portare a chetoacidosi euglicemica,possono comportare rischio di infezioni uro-genitali generalmente lievi, come la vulvovaginite candidosa e la gangrena di Fournier.
Un uso tempestivo e appropriato di classi farmacologiche come gli SGLT2-inibitori e gli agonisti del GLP-1 riduce significativamente la mortalità e gli eventi avversi maggiori per il diabete mellito di tipo 2.

## Significato clinico
Le mutazioni di questo gene sono associate alla glucosuria.

## Organismi modello
| Caratteristica                           | fenotipo |
| ---------------------------------------- | -------- |
| Vitalità dell'omozigote                  | Normale  |
| Fertilità                                | Normale  |
| Peso corporeo                            | Normale  |
| Ansia                                    | Normale  |
| Valutazione neurologica                  | Normale  |
| Forza di presa                           | Normale  |
| Piatto caldo                             | Normale  |
| dismorfologia                            | Normale  |
| Calorimetria indiretta                   | Anormale |
| Test di tolleranza al glucosio           | Normale  |
| Risposta uditiva al tronco encefalico    | Normale  |
| DEXA                                     | Normale  |
| Radiografia                              | Normale  |
| Temperatura corporea                     | Normale  |
| Morfologia oculare                       | Normale  |
| Chimica clinica                          | Normale  |
| Ematologia                               | Normale  |
| Linfociti del sangue periferico          | Normale  |
| Test del micronucleo                     | Normale  |
| Peso del cuore                           | Normale  |
| Infezione da Salmonella                  | Normale  |
| Infezione da Citrobacter                 | Normale  |
| Tutti i test e le analisi sono tratti da |          |

Gli organismi modello sono stati utilizzati nello studio della funzione di SLC5A2. Una linea di topo knockout, detta Slc5a2 tm1a (KOMP) Wtsi è stata generata nell'ambito del programma International Knockout Mouse Consortium - un progetto di mutagenesi ad alto rendimento per generare e distribuire modelli animali di malattia agli scienziati interessati.
Gli animali maschi e femmine sono stati sottoposti a uno schermo fenotipico standardizzato per determinare gli effetti della cancellazione. Sono stati effettuati ventidue test su topi mutanti omozigoti ed è stata osservata un'anomalia significativa: i maschi hanno mostrato un aumento del comportamento nel bere.